# Alžběta Durynská
Svatá Alžběta Durynská, také Alžběta Uherská (německy Elisabeth von Thüringen nebo Elisabeth von Ungarn, maďarsky Türingiai Szent Erzsébet, 7. července 1207 – 17. listopadu 1231 Marburg) byla uherská princezna, která žila v Německu, provdala se za durynského vévodu Ludvíka, brzy ovdověla a věnovala se péči o chudé. Její svátek se slaví v katolické církvi 17., v luterských církvích 19. listopadu.

## Život

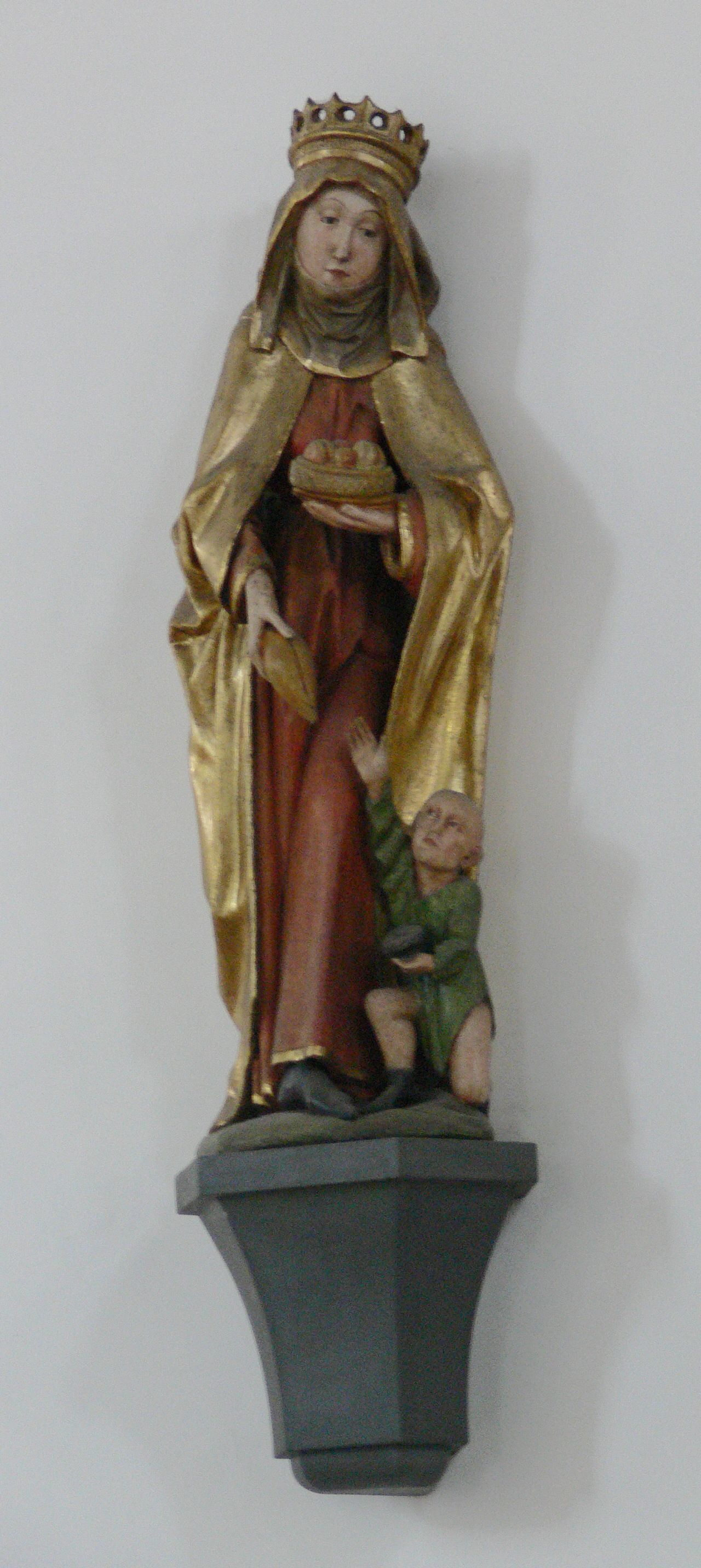
Sv. Alžběta Durynská. Soška z farního kostela sv. Martina v Aulendorfu v Bádensku-Württembersku, Německo. Kolem roku 1480

Alžběta (maďarsky Erzsébet) byla dcerou uherského krále Ondřeje II. a jeho manželky Gertrudy Meranské. Přes otce byla sestřenicí českého krále Václava I. a jeho sestry sv. Anežky České. Narodila se buď na hradě Sárospatak (asi 50 km jižně od Košic), nebo podle jiné legendy v dnešní Bratislavě. Už jako čtyřletá odjela ke dvoru durynského lantkraběte Heřmana na hradě Wartburgu u Erfurtu a roku 1221 se provdala za jeho syna Ludvíka.
Roku 1223 se poprvé setkala s františkánskými mnichy a nadchla se pro ideál chudoby svatého Františka z Assisi. Její manžel ji v tom podporoval a když musel roku 1226 zastupovat císaře Fridricha II. na sněmu v Itálii, svěřil Alžbětě správu země. Durynsko právě postihly povodně a mor a Alžběta rozdala potřebným, co mohla. Prodala své slavnostní oděvy, klenoty a v Eisenachu pod hradem Wartburgem postavila špitál pro nemocné, kam denně docházela.
Roku 1227 Ludvík v Itálii zemřel na mor, což byla pro Alžbětu velká rána; když se to dozvěděla, řekla prý:
| „ | Je mrtev. Jako kdyby pro mě dnes zemřel celý svět... | “ |

Rodina ji chtěla znovu provdat a dokonce ji kvůli tomu věznila, ale Alžběta odmítla. Na příkaz svého přísného zpovědníka Konráda z Marburku opustila své tři děti, odešla z Wartburgu do Marburgu a připojila se ke třetímu řádu sv. Františka. Také v Marburgu pod hradem postavila špitál, kde sama denně ošetřovala nemocné, vařila a posluhovala, až ve věku 24 let zemřela, buď na mor, anebo fyzickým vyčerpáním.

## Úcta

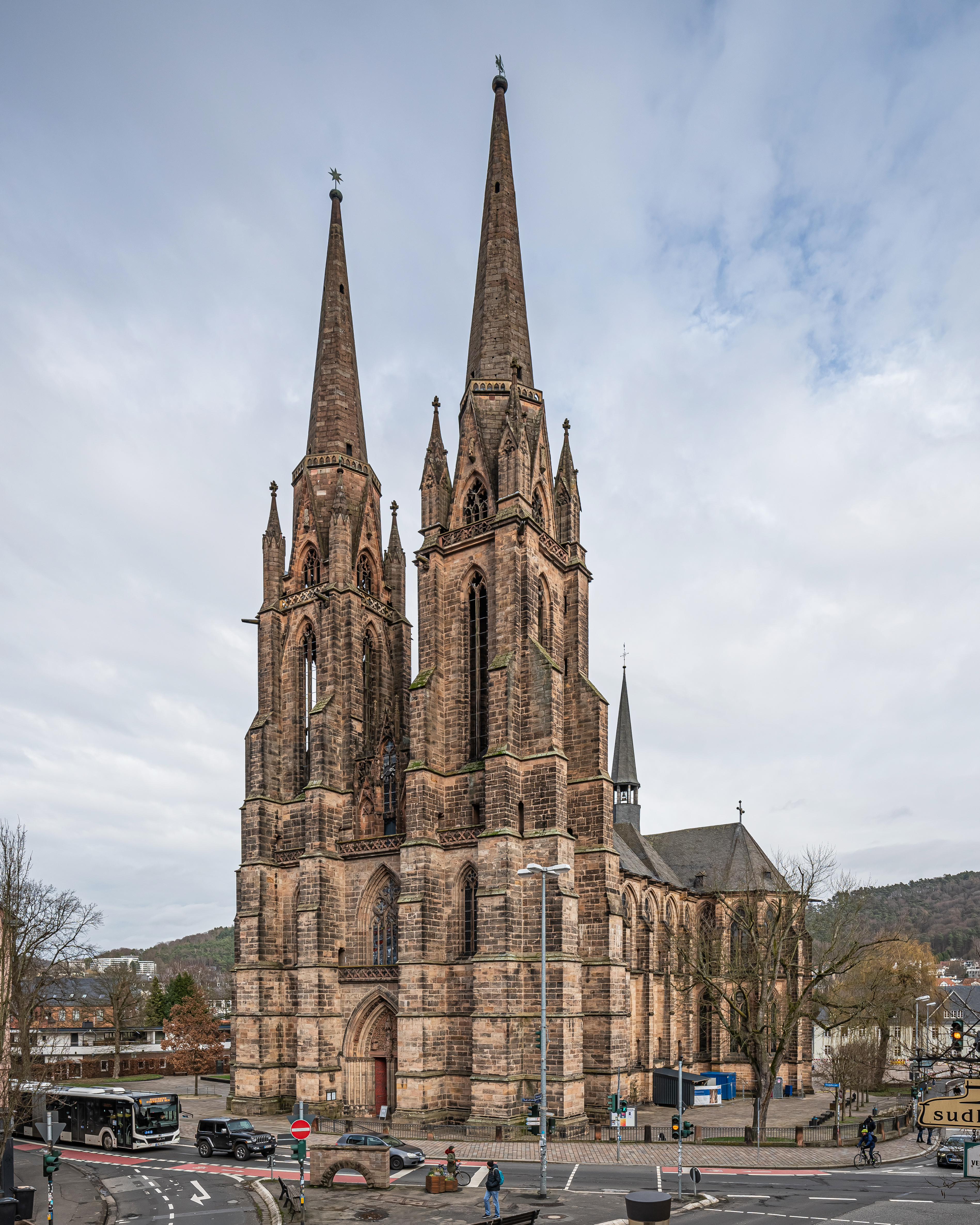
Chrám sv. Alžběty, Marburg, 14. stol.

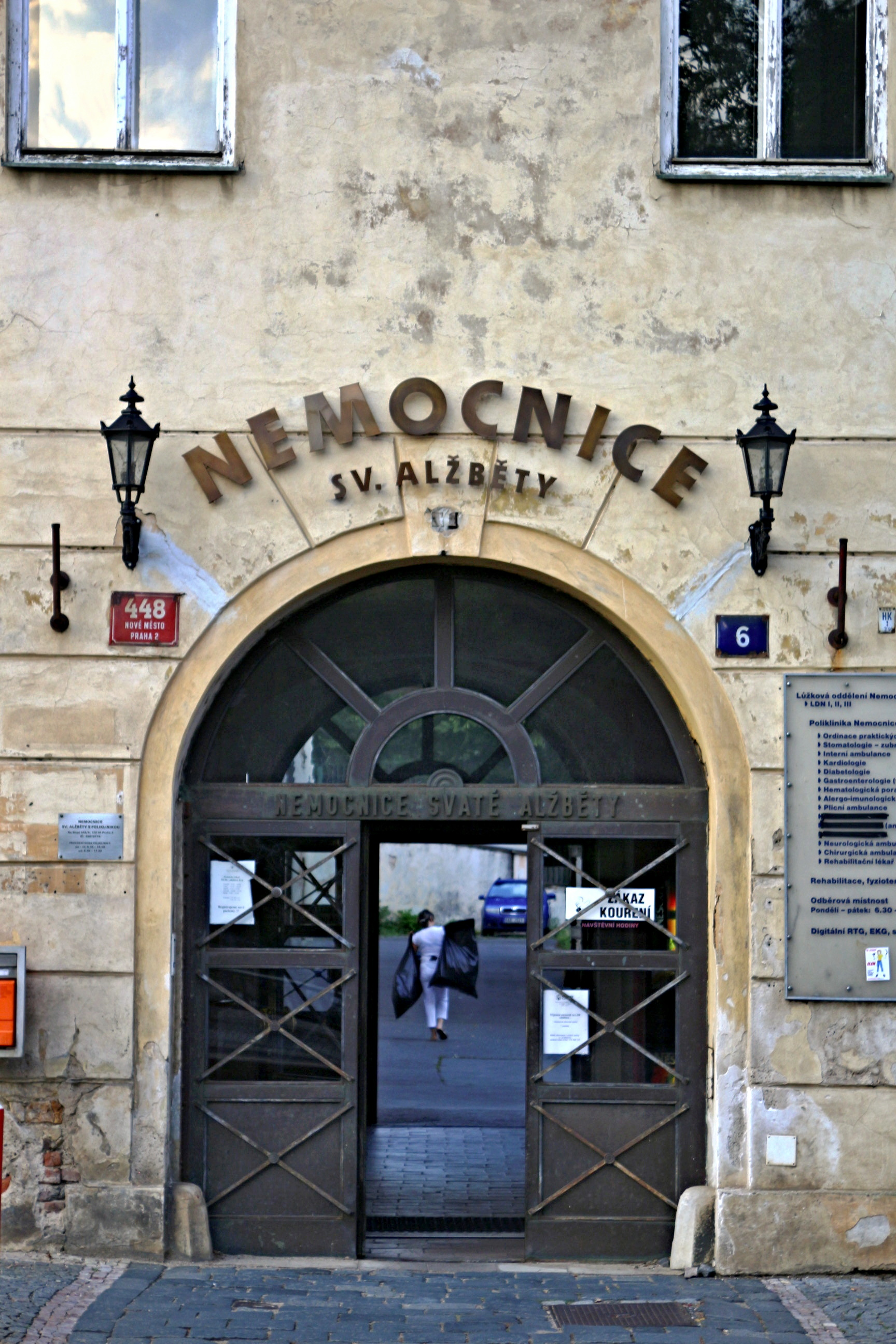
Vstup do nemocnice sv. Alžběty na Novém Městě v Praze

Život mladé a zbožné vévodkyně Alžběty vzbuzoval pozornost už za jejího života a po smrti mohla být neobvykle brzy, už roku 1235, papežem Řehořem IX. prohlášena za svatou (kanonizována). Nad jejím hrobem byla v letech 1235–1238 postavena trojlodní gotická bazilika, kde byly její ostatky za účasti císaře Fridricha uloženy do stříbrného zlaceného relikviáře ve tvaru tumby s reliéfními výjevy z Alžbětina života, který je tam uctíván dodnes, v kapli oddělené mříží. Obnažená lebka světice byla oddělena a adjustována do relikviáře se stříbrnou panovnickou korunou, dodnes se dochovala ve Stockholmu.

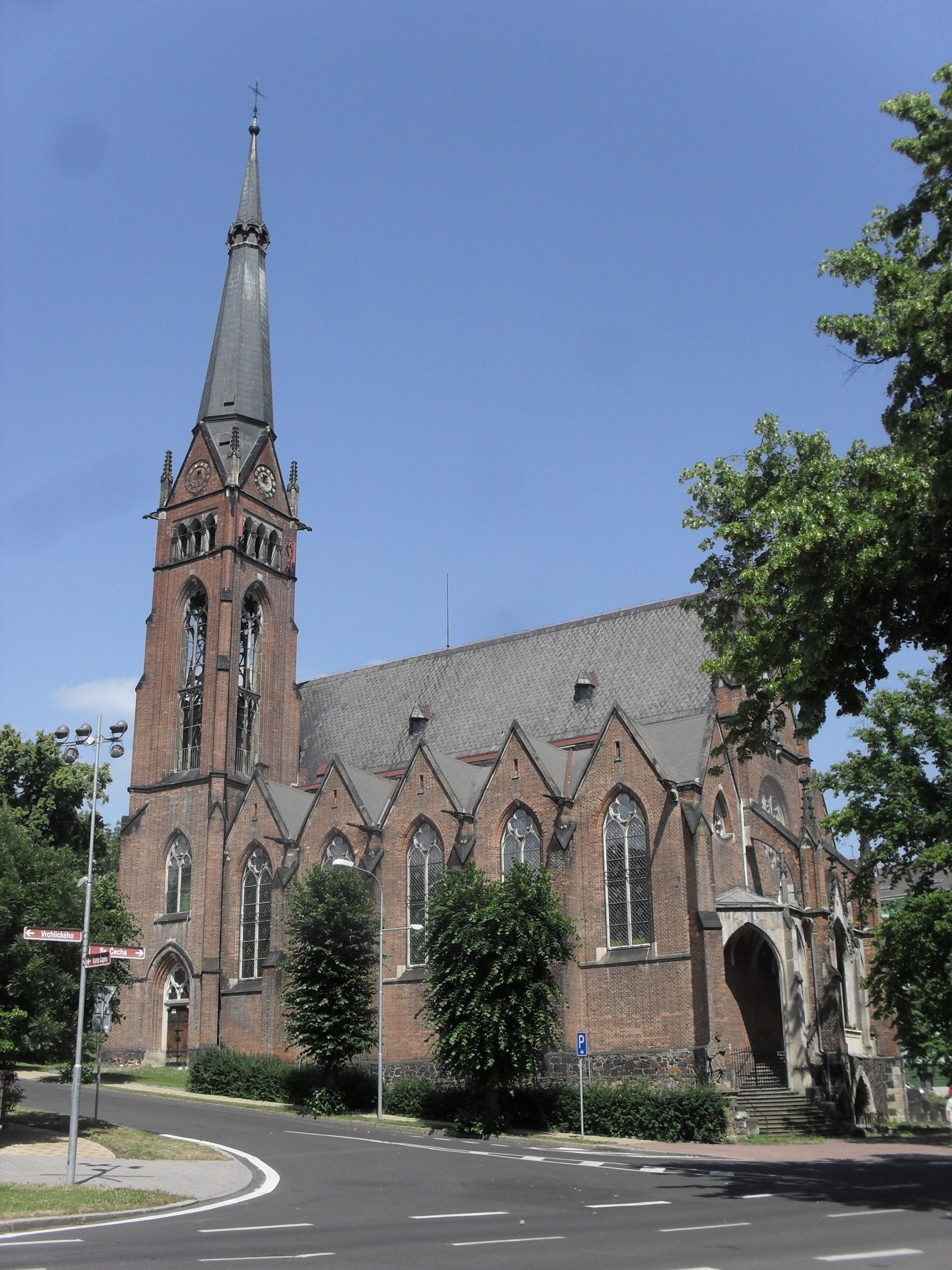
Kostel sv. Alžběty. Teplice.

Od poloviny 13. do vypuknutí reformace v 15. století patřil chrám svaté Alžběty v Marburgu společně s Kolínem nad Rýnem, Cáchami, Hildesheimem a Fuldou k nejslavnějším poutním místům v Německu. O životě sv. Alžběty se rozšířila řada legend, z nichž nejslavnější je Libellova, jež reportážním způsobem zaznamenává očitá svědectví zaměstnanců Alžbětina špitálů, kteří byli vyslýcháni pro účely kanonizace. Idealizovanou podobu sv. Alžběty zachycují fresky v kostele svatého Františka v Assisi a okenní sklomalby v Alžbětině chrámu v Marburgu. Alžbětě je zasvěcena gotická katedrála v Košicích, chrám v Budapešti a mnoho dalších. Životopis svaté Alžběty pro Čechy napsal také Tomáš Štítný ze Štítného.
Za reformace vyplundroval hesenský vévoda Filip I. marburský chrám, část kořisti však musel vrátit, když ho císař Karel V. zajal. Již zmíněnou lebku s korunou sv. Alžběty ukořistili za třicetileté války Švédové a je dnes v Národním muzeu ve Stockholmu. Velká část ostatků se nachází v kostele svaté Alžběty ve Vídni. Svatá Alžběta byla uctívána také v českých zemích, Alžběta bylo jedno z nejběžnějších českých jmen. Jmenuje se podle ní řád sester alžbětinek s nemocnicí na Novém Městě v Praze v ulici Na Slupi. Na Karlově mostě v Praze na sousoší Jana Brokoffa z roku 1707 svatá Alžběta stojí vpravo vedle svaté Barbory.